# Nazionale maschile under 18 di pallacanestro del Madagascar
La nazionale di pallacanestro malgascia Under-18 è una selezione giovanile della nazionale malgascia di pallacanestro, ed è rappresentata dai migliori giocatori di nazionalità malgascia di età non superiore ai 18 anni.
Partecipa a tutte le manifestazioni internazionali giovanili di pallacanestro per nazioni gestite dalla FIBA.

## Partecipazioni

### FIBA AfroBasket Under-18
- 2014 - 5°
- 2022 -  2°